# Danyiil Csornij

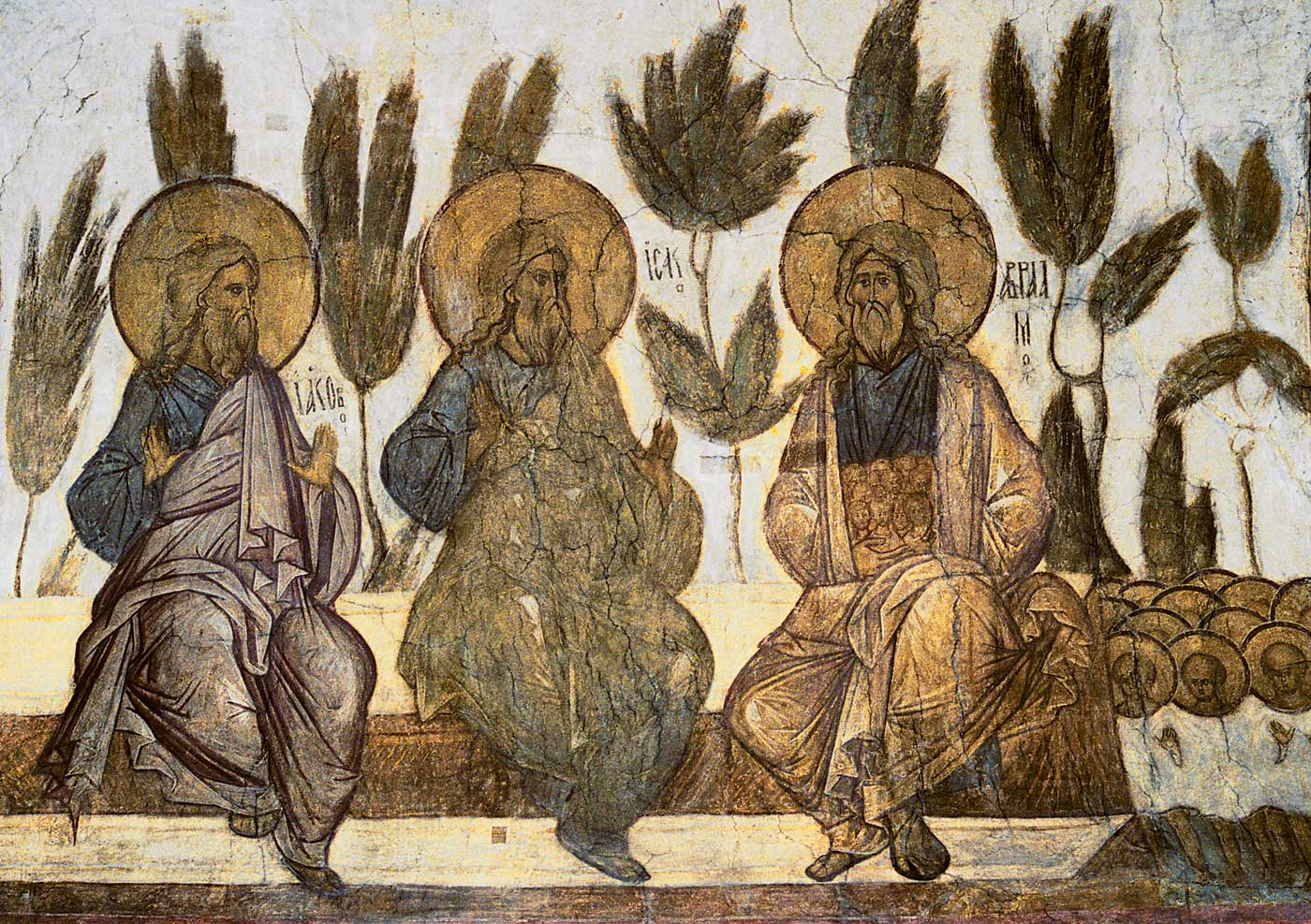
Ábrahám ábrázolása Csornijtól

Danyiil Csornij  (oroszul: Даниил Чёрный) (1360 körül – 1430) orosz ikonfestő, Andrej Rubljov munkatársa.
Danyiil Csornij Rubljovval és más festőkkel együtt készítette el a vlagyimiri Uszpenszkij-székesegyház és a Troicko-Szergijeva-kolostorban a Szentháromság-székesegyház ikonosztázát és freskóit. A székesegyházak ikonjai közül néhányról úgy gondolják, hogy Danyiil munkája. A vlagyimiri ikonok ma a moszkvai Tretyjakov Galériában és a szentpétervári Orosz Múzeumban láthatók.